# Walter Benton
Walter Benton (8. září 1930 – 14. srpna 2000) byl americký jazzový saxofonista. Na saxofon začal hrát během středoškolských studií v Los Angeles. Poté, co se vrátil z tříleté služby v armádě, hrál například s Kennym Clarkem a Maxem Roachem. V letech 1954 až 1957 působil u kapelníka Péreze Prada. Během své kariéry spolupracoval s mnoha dalšími hudebníky, mezi něž patří například Milt Jackson, Abbey Lincoln a Clifford Brown. V roce 1960 nahrál pro vydavatelství Jazzland Records vlastní album Out of This World.